# Castillo de Jalance
El castillo de Jalance en la provincia de Valencia es una fortaleza de origen musulmán construida en el siglo XI con posteriores reformas cristianas que se sitúa en un cerro sobre el municipio de Jalance, en el Valle de Ayora-Cofrentes.
En el siglo XIX se restauraron las murallas para cobijar a la población durante las guerras civiles entre carlistas y liberales. 

## Descripción
El castillo, de planta poligonal de diez lados con lienzos rematados por saeteras y torres circulares en esquinas, cuenta con dos zonas, la superior consistente en el recinto fortificado y la inferior, consistente en el albacar de la época islámica, convertida en plaza de armas por los cristianos.
El recinto superior, de unos 300 m², cuenta con un acceso mediante escalinata que comunica con un corredor de acceso a distintos habitáculos, desde donde se accede a su vez al piso superior, encontrándose en este recinto el hogar, hornos, depósitos, un silo de planta circular y el aljibe de planta rectangular.

## Historia

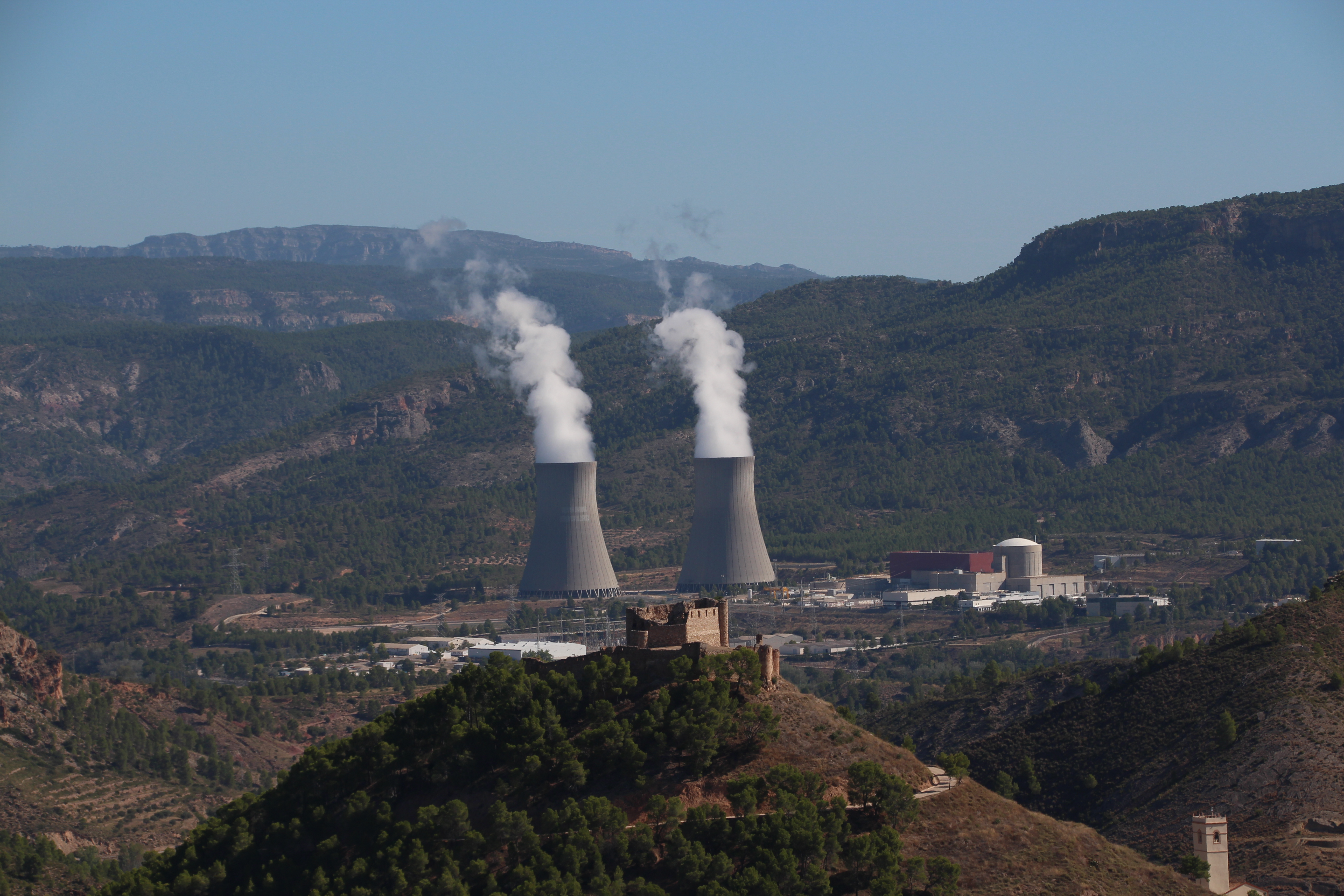
Vista en primer plano del castillo de Jalance y al fondo la central nuclear de Cofrentes. Imagen del año 2017.

El castillo, que fue erigido sobre los restos de la antiquísima fortaleza íbera, llegó a ser calificado en el siglo XV por el Marqués de Santillana (el mejor escritor castellano de su época) como "inexpugnable fortaleza".
En él, en estratificadas páginas de tierra, se encuentra escrita la historia del pueblo. Sus murallas, sus torreones, siguen desde entonces presidiendo el quehacer diario de la villa de Jalance. Jamás fue un castillo feudal dominando a los vasallos de su señor. El castillo de Jalance fue el garante de la defensa de una frontera en protección de sus tierras y gentes, a las que dio cobijo y seguridad. Por ello, su historia es inseparable de la de la población a todos los efectos, tanto en la época árabe como en la cristiana. 
En las distintas excavaciones arqueológicas realizadas en el castillo, se han encontrado restos cerámicos pertenecientes a un espectro cronológico muy amplio: siglos XI al XIX, tiempo durante el cual estuvo habitado. En esa gran fortaleza natural que constituye la Muela de Cortes resistieron, en el siglo XVII, miles de moriscos del valle de Cofrentes y de comarcas próximas que se oponían a la orden real que los expulsaba de España, de unas tierras en donde sus familias habían vivido durante casi ocho siglos. Lucharon, pero fueron derrotados por los ejércitos reales, y se vieron forzados a embarcar rumbo a África. Jalance y otros pueblos próximos, como Cofrentes, Jarafuel, Teresa de Cofrentes y Cortes de Pallás, quedaron prácticamente deshabitados durante años. 
Jalance fue conquistado por Jaime I de Aragón, quien la entregaría al rey de Castilla por el Tratado de Almizra, quedando como señorío del Infante Juan Manuel. En 1281 se convino entre Pedro III de Aragón y Alfonso X de Castilla que estas tierras pasaran a formar parte del Reino de Valencia. Dependió hasta 1535 de Jarafuel, y de Cofrentes hasta 1564. 
Fue escenario bélico durante las guerras carlistas de 1836, y el pueblo y su castillo fueron defendidos contra los ataques del cabecilla Quílez. Las inundaciones de 1864 destruyeron todas sus huertas y molinos, llevándose las aguas del Júcar su puente de sillería, cosa que ya sucedió también antes, en 1740, cuando el mismo río se llevó un puente de más de 200 m de longitud. Las murallas fueron restauradas en el siglo XIX para dar cobijo a las gentes durante las guerras civiles entre carlistas y liberales. A partir de aquí, la falta de necesidad llevó a su degradación y ruina. Hoy se trabaja poco a poco en su consolidación y conservación. Su historia lo hace merecedor de ello.
Lugar ideal para practicar deportes de riesgo como "Rugir Pala" o pasar las noches de verano al fresco iluminados por la bonita luz de la central nuclear de Cofrentes.